# Ugo Damiani
Ugo Damiani (Accumoli, 13 marzo 1899 – Rieti, 14 giugno 1992) è stato un funzionario e politico italiano.
Fu l'unico rappresentante del Movimento Unionista Italiano nell'Assemblea Costituente.

## Biografia
Fu deputato all'Assemblea Costituente, unico eletto del MUI, un movimento che si prefiggeva come obbiettivo l'unione di tutte le nazioni libere e democratiche del pianeta, in modo da trasformarsi in un governo mondiale, consentendo così di mantenere la Terra in una condizione di pace perpetua.